# 2016 год в музыке

## Памятные даты
- 10 января — Дата смерти Дэвида Боуи
- 5 сентября — 70-ти летний юбилей Фредди Меркьюри

## События
- 16 февраля — 58-я ежегодная церемония вручения наград «Грэмми»[1].
- 10—14 мая — В Стокгольме (Швеция) прошёл 61-й международный конкурс песни Евровидение 2016[2].
- 5 июня — ABBA воссоединилась на один день в золотом составе.
- 3—10 июля — фестиваль рок-музыки Ruisrock в Турку (Финляндия)[3].
- 30 сентября — открытие XXIII Международного музыкального фестиваля «Харьковские ассамблеи-2016».
- 21 октября — Леди Гага выпустила свой четвертый студийный альбом Joanne

## Концерты

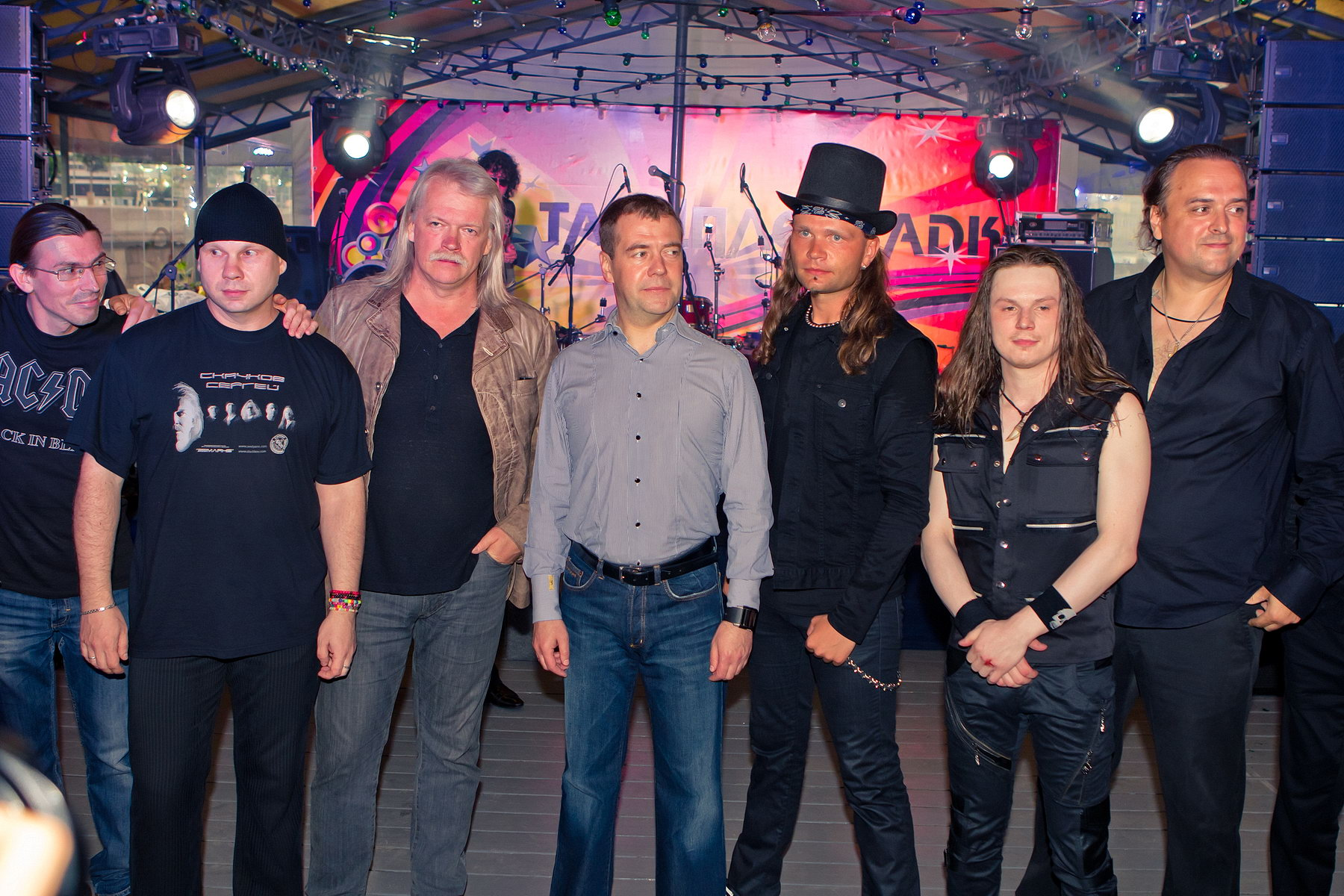
Дмитрий Медведев и группа «Земляне»

- 9 мая — в День Победы, Сергей Скачков и группа «Земляне» приняли участие в акции «Бессмертный полк», выступив с концертом на авиабазе «Хмеймим» перед российскими военнослужащими авиационной группы ВКС России принимающих участие в военной операции вооруженных сил Российской Федерации в Сирии.[4][5]
- 9, 10 июля — Red Hot Chili Peppers, Сплин, The Kills, Nothing But Thieves (9 июля); Лана Дель Рей (10 июля) — Москва, «Открытие Арена» (Фестиваль «Park Live»)[6][7]
- 10 сентября — в эфире прямой трансляции «Первого канала» с Красной площади, в большой праздничной театрализованной программе посвящённой Дню города Москвы, Сергей Скачков с группой «Земляне» и Анастасия Спиридонова (финалистка телевизионного проекта «Голос») совместно исполнили новую версию знаменитого спорт-олимпийского хита «Олимпиада-80» (муз. Д. Тухманов, сл. Р. Рождественский).[8]

## Группы
| Образовавшиеся - Cosmic Girls - BLACKPINK - NCT - PENTAGON - Astro - Imfact - KNK - NewSpring Worship - REOL - «Антихайп» - «Грибы» | Воссоединившиеся - N.W.A - Nitro | Распавшиеся - Kara - SMAP - Chumped - UnSun - Viola Beach - Black - Joey + Rory - Girugämesh - 4minute - Crosby, Stills, Nash & Young - Eagles - I, the Breather - Gossip - Centr - Kunteynir | Ушедшие на перерыв |  |

## Награды

### Премия «Грэмми»
58-я ежегодная церемония вручения премии «Грэмми» состоялась 15 февраля 2016 года в Лос-Анджелесе.
- Запись года — Марк Ронсон и Бруно Марс «Uptown Funk»
- Альбом года — Тейлор Свифт «1989»
- Песня года — Эд Ширан «Thinking Out Loud»
- Лучший новый исполнитель — Меган Трейнор

### BRIT Awards 2016
36-я ежегодная церемония вручения наград BRIT Awards прошла 24 февраля 2016 года в Лондоне.
- Британский исполнитель года — Aphex Twin
- Международный исполнитель года — Джастин Бибер
- Британская исполнительница года — Адель
- Международная исполнительница года — Бьорк
- Британская группа года — Coldplay
- Международная группа года — Tame Impala
- Британский прорыв года — Джеймс Бей
- Британский сингл года — Адель «Hello»
- Британский альбом года — Адель «25»
- Британский глобальный успех — Адель

### Billboard Music Awards2016
Ежегодная церемония вручения премии журнала Billboard прошла 22 мая 2016 года в Лас Вегасе.
- Лучший артист — Адель
- Лучший новый артист — Fetty Wap
- Лучший исполнитель — Джастин Бибер
- Лучшая исполнительница — Адель
- Лучшая группа — One Direction
- Лучшая песня (Top Hot 100) — Уиз Халифа и Чарли Пут «See You Again»
- Лучший альбом — Адель «25»

### Премия RU.TV 2016
6-я ежегодная русская премия телеканала RU.TV прошла 28 мая в Москве.
- Лучший певец — Сергей Лазарев
- Лучшая певица — Ёлка
- Лучшая группа — IOWA
- Реальный приход — Юлианна Караулова
- Лучшая песня — Alekseev «Пьяное солнце»

### Премия Муз-ТВ 2016
14-я ежегодная национальная премия в области популярной музыки Муз-ТВ 2016 была проведена 10 июня 2016 года в Москве.
- Лучший исполнитель — Сергей Лазарев
- Лучшая исполнительница — Полина Гагарина
- Лучшая поп-группа — Serebro
- Прорыв года — Alekseev
- Лучшая песня — Тимати и Рекорд Оркестр «Баклажан»

### MTV Video Music Awards 2016
33-я церемония вручения музыкальных наград телеканала MTV прошла 28 августа 2016 года в Нью-Йорке.
- Видео года — Beyonce «Formation»
- Лучшее мужское видео — Кельвин Харрис и Рианна «This Is What You Came For»
- Лучшее женское видео — Бейонсе «Hold Up»
- Лучший новый артист — DNCE

### MTV Europe Music Awards 2016
23-я церемония вручения музыкальных наград телеканала MTV Европа прошла 6 ноября 2016 года в Ротердаме.
- Лучший певец — Шон Мендес
- Лучшая певица — Леди Гага
- Лучший новый артист — Сара Ларссон
- Лучшая песня — Джастин Бибер «Sorry»

### Реальная премия MusicBox 2016
4-я ежегодная премия группы телеканалов Music Box прошла 17 ноября 2016 года в Москве.
- Певец года — Сергей Лазарев
- Певица года — Ани Лорак
- Группа года — MBAND
- Прорыв года — Эмма М
- Песня года — Loboda «К Чёрту Любовь»

### American Music Awards2016
44-я ежегодная церемония American Music Awards 2016 прошла 20 ноября в Лос-Анджелесе.
- Артист года — Ариана Гранде
- Новый артист года — Зейн Малик
- Песня года (поп/рок) — Джастин Тимберлейк «Love Yourself»

### Зал славы рок-н-ролла
Исполнители:
- Cheap Trick (Робин Зандер[англ.], Бан И. Карлос[англ.], Рик Нильсен[англ.] и Том Петерссон[англ.])[23]
- Chicago (Терри Кэт[англ.], Роберт Ламм, Ли Локнейн[англ.], Джеймс Панкоу[англ.], Уолтер Паразейдер[англ.], Дэнни Серафин[англ.] и Питер Сетера)[24]
- Deep Purple (Ричи Блэкмор, Иэн Гиллан, Роджер Гловер, Дэвид Ковердэйл, Джон Лорд, Иэн Пейс, Гленн Хьюз и Род Эванс)[25]
- N.W.A (Dr. Dre, DJ Yella, Eazy-E, MC Ren и Айс Кьюб)[26]
- Стив Миллер[27]

Неисполнители:
- Берт Бернс[англ.][28]

### Зал славы авторов песен
- Марвин Гэй[29]
- Элвис Костелло[30]
- Том Петти[31]
- Найл Роджерс[32]
- Чип Тейлор[33]
- Бернард Эдвардс[34]

Награда Джонни Мерсера:
- Лайонел Ричи[35]

Награда Хауи Ричмонда создателю хитов:
- Сеймур Стейн[36]

Награда Хэла Дэвида «Звёздный свет»:
- Ник Джонас[37]

### Зал славы кантри
- Чарли Дэниелс[38]
- Рэнди Трэвис[39]
- Фред Фостер[40]

## Песни

### США
Хиты № 1 в США (Список синглов № 1 в США в 2016 году (Billboard) #1 Hits)
- «Closer» — The Chainsmokers feat. Halsey (12 недель)
- «One Dance» — Drake feat. Wizkid & Kyla (10 недель)
- «Work» — Rihanna feat. Drake (9 недель)
- «Black Beatles» — Rae Sremmurd feat. Gucci Mane (6 недель)
- «Cheap Thrills» — Sia feat. Sean Paul (4 недели)
- «Hello» — Adele (3 недели)
- «Sorry» — Justin Bieber (3 недели)
- «Love Yourself» — Justin Bieber (2 недели)
- «Panda» — Desiigner (2 недели)
- «Pillowtalk» — Zayn (1 неделя)
- «Can’t Stop the Feeling!» — Justin Timberlake (1 неделя)

### Великобритания
Хиты № 1 в Великобритании (UK Official Top 100 #1 Hits)
- «One Dance» — Drake feat. Wizkid & Kyla (15 недель)
- «Rockabye» — Clean Bandit feat. Sean Paul & Anee-Marie (8 недель)
- «7 Years» — Lukas Graham (5 недель)
- «Cold Water» — Major Lazer feat. Justin Bieber & MØ (5 недель)
- «I Took A Pill In Ibiza» — Mike Posner (4 недели)
- «Closer» — The Chainsmokers feat. Halsey (4 недели)
- «Love Yourself» — Justin Bieber (3 недели)
- «Say You Won't Let Go» — James Arthur (3 недели)
- «Shout Out To My Ex» — Little Mix (3 недели)
- «Stitches» — Shawn Mendes (2 недели)
- «Pillowtalk» — Zayn (1 неделя)

### Россия
Хиты № 1 в России (Radio TopHit)
- «Грею Счастье» — Ёлка (7 недель)
- «Faded» — Alan Walker (6 недель)
- «Sub Pielea Mea» — Carla's Dreams (5 недель)
- «Don't Be So Shy (Filatov & Karas remix)» — Imany (4 недели)
- «This Girl» — Kungs & Cookin` on 3 Burners (4 недели)
- «Градус 100» — Градусы (4 недели)
- «Тёмные Аллеи» — DJ Smash feat. Моя Мишель (3 недели)
- «Туманы» — Макс Барских (3 недели)
- «Unstoppable» — Sia (2 недели)
- «Can’t Stop the Feeling!» — Justin Timberlake (2 недели)
- «My Way» — Calvin Harris (2 недели)
- «Rockabye» — Clean Bandit feat. Sean Paul & Anee-Marie (2 недели)
- «Пьяное Солнце» — Alekseev (1 неделя)
- «Save Me» — The Parakit feat. Jacob Alden (1 неделя)
- «Hymn For The Weekend» — Coldplay feat. Beyonce (1 неделя)
- «Feel» — Mahmut Orhan feat. Sena Sener (1 неделя)
- «Tuesday» — Burak Yeter feat. Danelle Sandoval (1 неделя)
- «Let Me Love You» — DJ Snake feat. Justin Bieber (1 неделя)
- «Lordly» — Feder feat. Alex Aiono (1 неделя)
- «Lost On You (Swanky Tunes & Going Deeper Remix)» — LP (1 неделя)

## Скончались

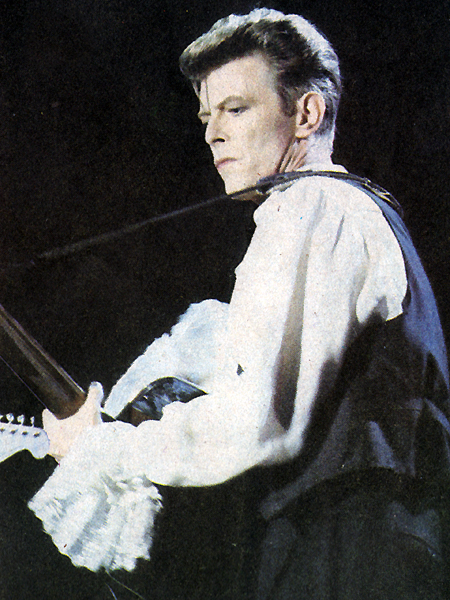
Дэвид Боуи

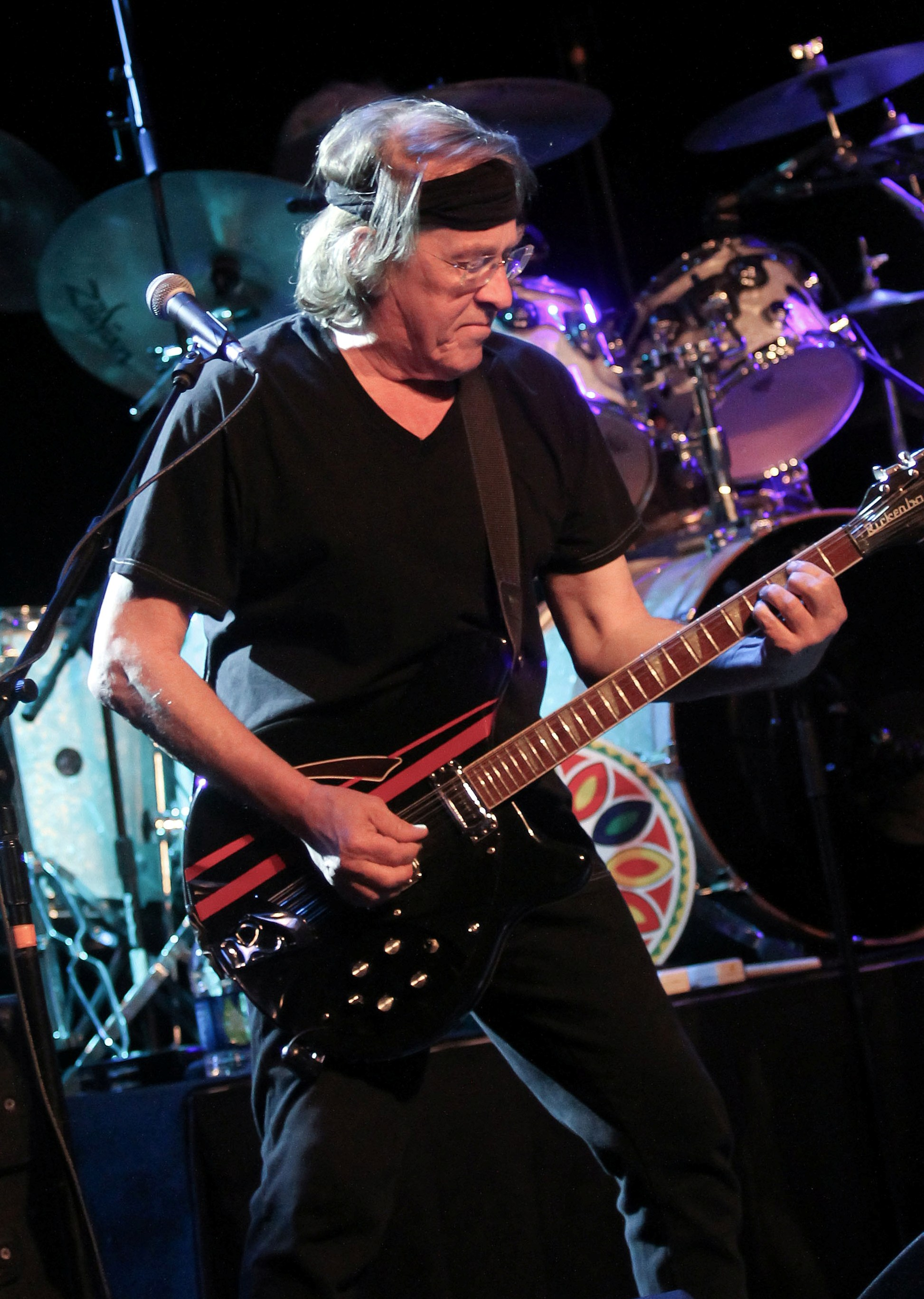
Пол Кантнер

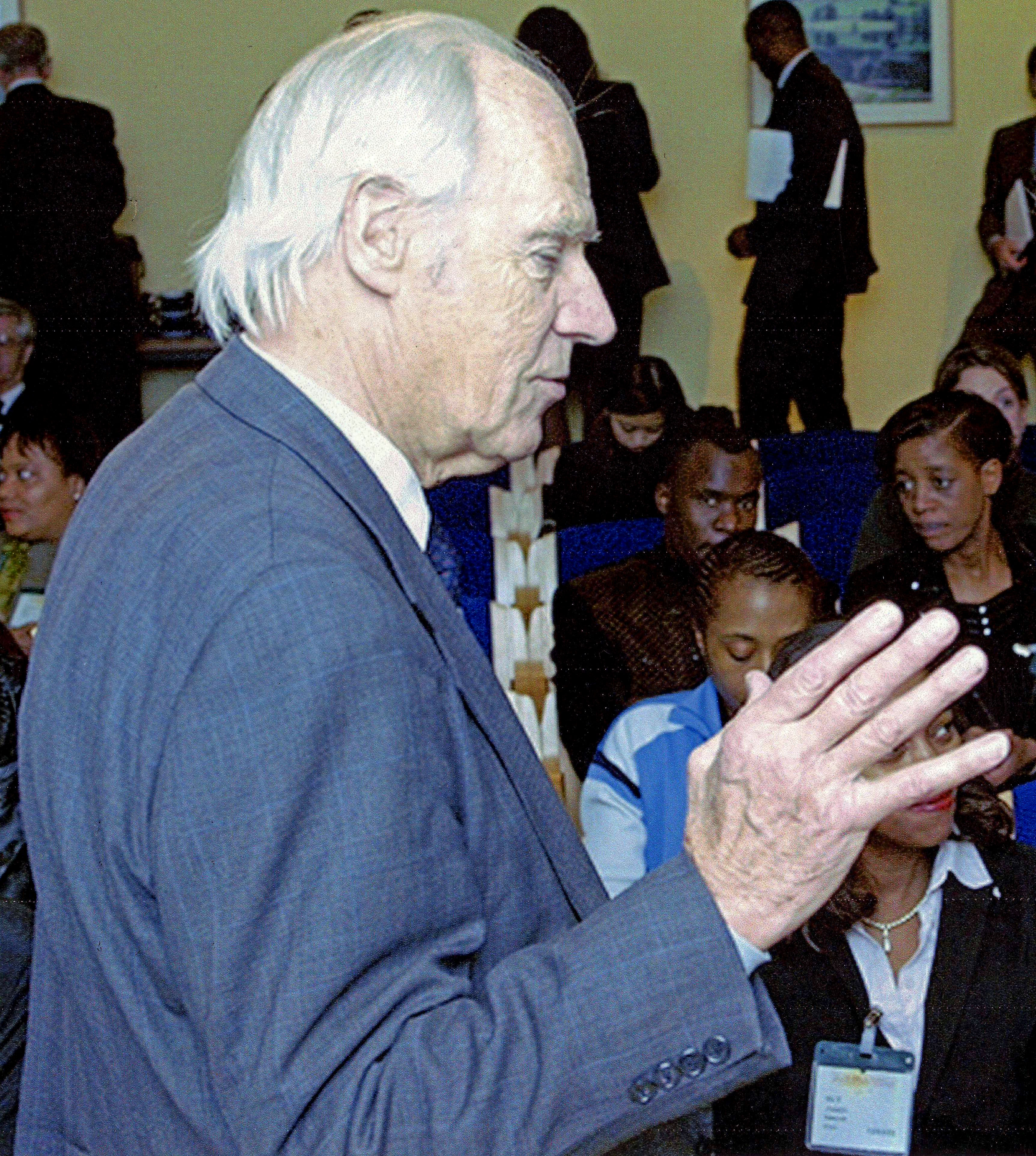
Джордж Мартин

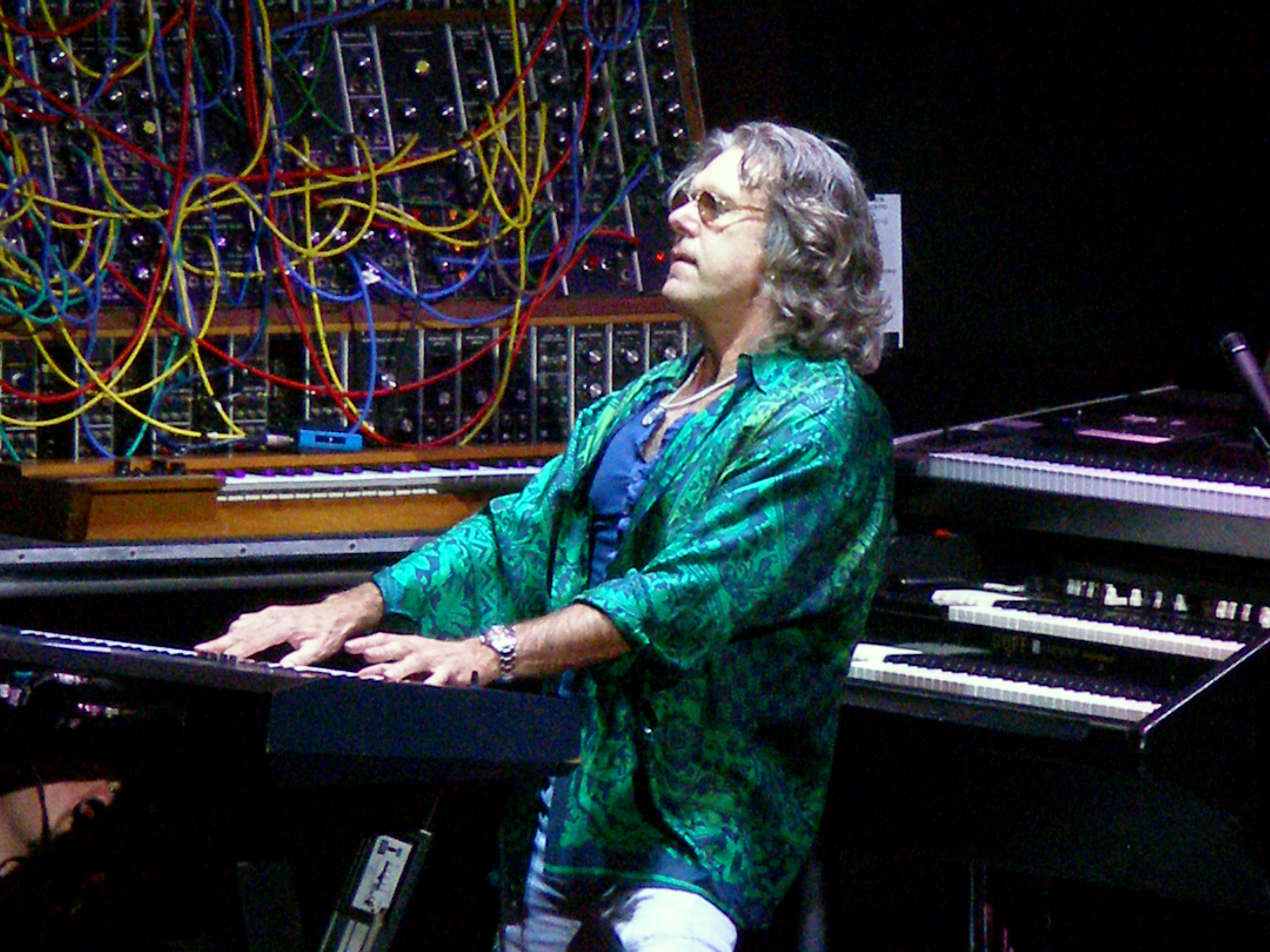
Кит Эмерсон

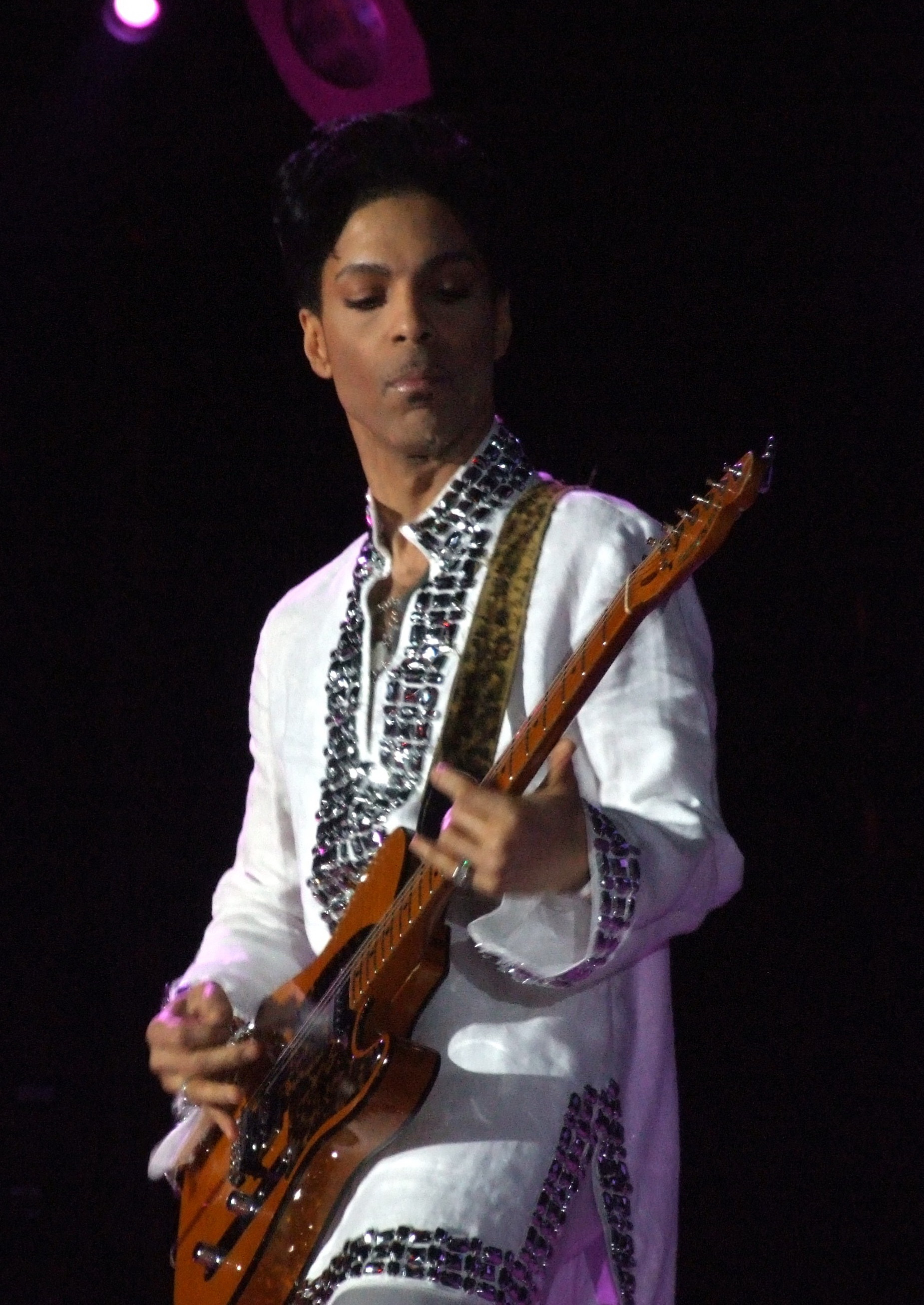
Принс

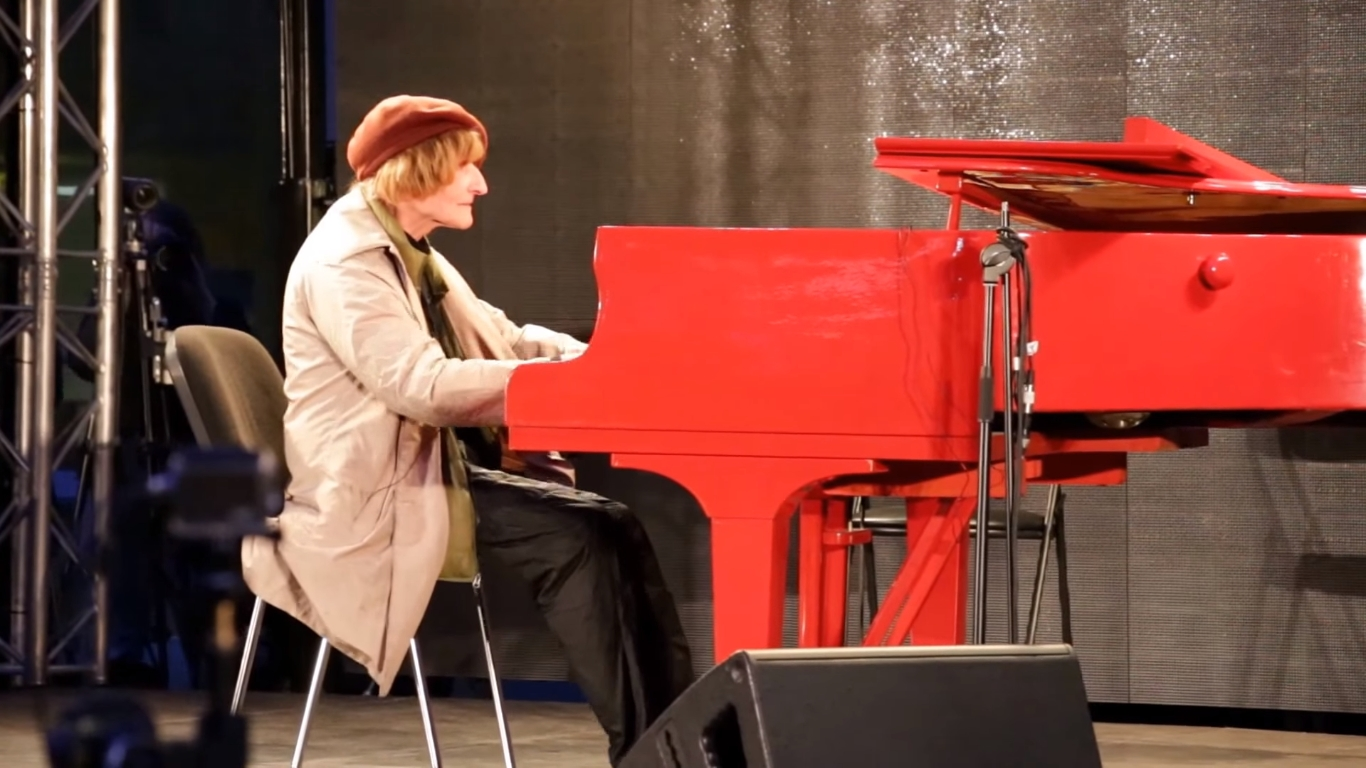
Олег Каравайчук

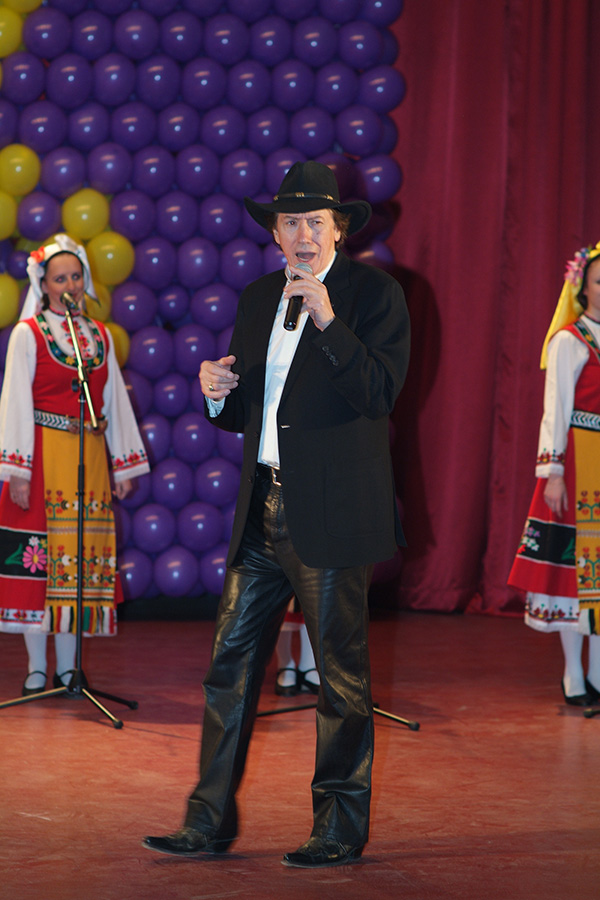
Бисер Киров

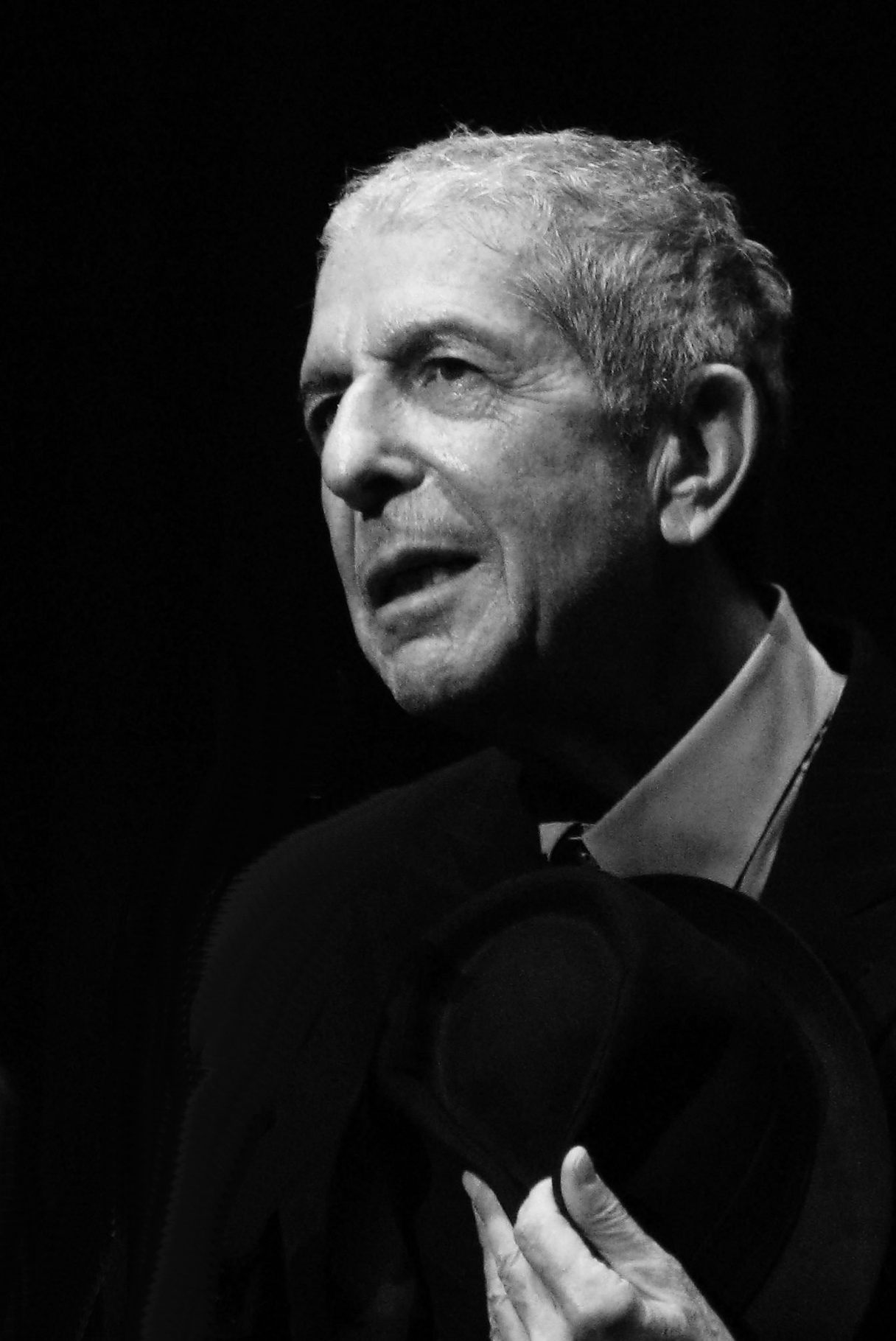
Леонард Коэн

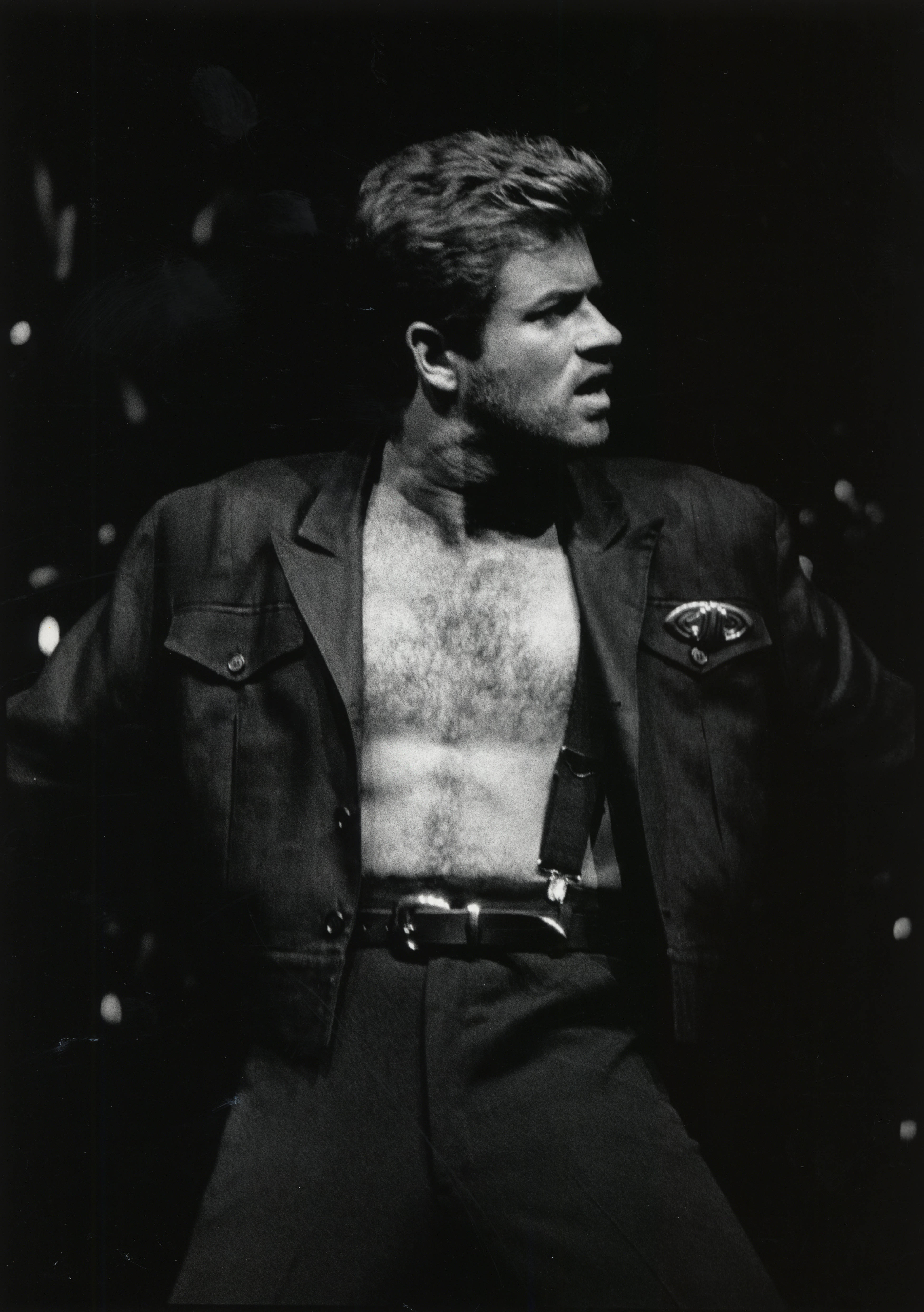
Джордж Майкл

### Январь
- 1 января
  - Гилберт Каплан (74) — американский бизнесмен, журналист и дирижёр-любитель[41]
  - Жилберту Мендеш (93) — бразильский композитор[42]
  - Анни де Рёвер[нидерл.] (98) — нидерландская певица[43]
- 2 января — Мишель Дельпеш (69) — французский певец, композитор и актёр[44]
- 3 января — Пол Блей (83) — канадский джазовый пианист[45]
- 4 января
  - Клаус Арп (65) — немецкий композитор и дирижёр[46]
  - Ахим Ментцель[нем.] (69) — немецкий музыкант и телеведущий[47]
  - Лонг Джон Хантер (84) — американский блюзовый гитарист, певец и автор песен[48]
- 5 января
  - Светла Бешовишка[болг.] (67) — болгарская пианистка и музыкальный педагог[49]
  - Пьер Булез (90) — французский композитор и дирижёр[50]
  - Элизабет Суэйдос[англ.] (64) — американская писательница, композитор, музыкант и театральный режиссёр[51]
- 6 января — Альфредо Арментерос[исп.] (87) — кубинский трубач[52]
- 7 января
  - Китти Каллен (94) — американская эстрадная певица[53]
  - Трой Шонделл[англ.] (76) — американский певец[54]
- 8 января — Отис Клэй (73) — американский певец[55]
- 9 января — Виктор Робертов (78) — советский и украинский актёр оперетты
- 10 января
  - Дэвид Боуи (69) — британский рок-музыкант, певец, автор песен и актёр[56]
  - Эрнан Гамбоа[исп.] (69) — венесуэльский певец, музыкант и аранжировщик[57]
- 13 января — Джорджо Гомельский (81) — швейцарский и британский музыкальный менеджер и продюсер грузинского происхождения
- 14 января — Рене Анжелил[англ.] (73) — канадский музыкальный продюсер, менеджер и певец[58]
- 15 января
  - Юрий Серебряков (76) — советский и российский дирижёр и музыкальный педагог[59]
  - Пит Хаттлингер[англ.] (54) — американский гитарист[60]
- 16 января
  - Валерий Барынин (75) — советский и российский артист оперетты и художник[61]
  - Юбер Жиро (95) — французский композитор и поэт[62]
- 17 января
  - Блоуфлай[англ.] (76) — американский музыкант, автор песен и музыкальный продюсер[63]
  - Гитаприя (83) — индийский кинорежиссёр и поэт-песенник
  - Дэйл Гриффин[англ.] (67) — британский рок-музыкант, основатель и барабанщик группы Mott the Hoople[64]
  - Мик Джиллетт[англ.] (64) — американский музыкант, трубач группы Tower of Power[англ.][65]
  - Тамара Чумакова (83) — советская и российская оперная певица (сопрано)[66]
  - Карина Яарнек[швед.] (53) — шведская певица[67]
- 18 января
  - Эльза Мария Паде (91) — датский композитор[68]
  - Гленн Фрай (67) — американский певец, музыкант и автор песен, основатель, вокалист и гитарист группы Eagles[69]
- 19 января — Борис Наматиев (85 или 86) — советский, таджикский и израильский певец, музыкант и актёр
- 20 января
  - Ли Абрамсон[англ.] (45) — американский композитор и музыкант[70]
  - Пит Андерсон (70) — советский и латвийский певец и гитарист[71]
- 22 января — Шанкар Гхош (80) — индийский музыкант, исполнитель на табле
- 23 января — Джимми Бэйн (68) — шотландский бас-гитарист, участник групп Rainbow, Wild Horses и Dio[72]
- 24 января — Дмитрий Миллер (73) — советский и российский виолончелист и музыкальный педагог[73]
- 25 января
  - Дениз Дюваль (94) — французская оперная певица (сопрано)[74]
  - Эргюдер Йолдаш (76) — турецкий композитор и аранжировщик
- 26 января
  - Колин Вирнкоумб (53) — британский певец, музыкант и автор песен, вокалист группы Black[75]
  - Василя Фаттахова (36) — российская певица[76]
- 27 января — Георгий Фиртич (77) — советский и российский композитор и джазовый пианист[77]
- 28 января
  - Пол Кантнер (74) — американский рок-музыкант, основатель, вокалист и гитарист групп Jefferson Airplane и Jefferson Starship[78]
  - Сигни Толи-Андерсон (74) — американская певица, вокалистка группы Jefferson Airplane[79]
- 29 января
  - Муса Мирзоев (83) — советский и азербайджанский композитор[80]
  - Орель Николе (90) — швейцарский флейтист и музыкальный педагог[81]
- 30 января
  - Алексей Лысиков (58) — российский музыкант и автор-исполнитель[82]
  - Фейруз (72) — египетская актриса, певица и конферансье[83]
- 31 января — Джон Банч[англ.] (45) — американский певец и автор песен[84]

### Февраль
- 1 февраля — Душан Велкаверх[словен.] (72) — югославский и словенский поэт-песенник[85]
- 3 февраля
  - Мария Васильева (89) — советская и российская певица и работница телевидения
  - Альба Солис[исп.] (88) — аргентинская певица, актриса и танцовщица[86]
  - Саулюс Сондецкис (87) — советский и литовский скрипач, дирижёр и музыкальный педагог[87]
- 4 февраля
  - Лесли Бассетт[англ.] (93) — американский композитор[88]
  - Джо Дауэлл[англ.] (76) — американский певец[89]
  - Ульф Сёдерблум[фин.] (85) — финский дирижёр, главный дирижёр Финской национальной оперы (1973—1993)[90]
  - Морис Уайт (74) — американский певец, музыкант и автор песен, вокалист группы Earth, Wind & Fire[91]
  - Джимми Хэскелл[англ.] (89) — американский композитор и аранжировщик[92]
- 5 февраля — Рэй Колкорд[англ.] (66) — американский композитор[93]
- 6 февраля
  - Жиль Браун[фр.] (73) — канадский певец[94]
  - Сэм Спенс[англ.] (88) — американский композитор[95]
  - Эдди Уолли (83) — бельгийский певец[96]
  - Дэн Хикс[англ.] (74) — американский автор-исполнитель[97]
- 8 февраля
  - Виолетт Верди (82) — французская и американская балерина и балетный педагог
  - Нида Фазли (77) — индийский поэт и автор песен
- 14 февраля — Стивен Стакки[англ.] (66) — американский композитор[98]
- 15 февраля
  - Вэнити (57) — канадская певица, актриса и модель[99]
  - Луис Лэйн (92) — американский дирижёр[100]
- 18 февраля — Пантелис Пантелидис (32) — греческий поп-певец и автор песен[101]
- 19 февраля — Ви Сабверса (80) — британская певица и музыкант, основательница, вокалистка и гитаристка группы Poison Girls[102]
- 20 февраля — Ове Вернер Хансен[дат.] (83) — датский оперный певец и актёр[103]
- 21 февраля
  - Паскал Бентою (88) — румынский композитор[104]
  - Пётр Грудзиньский[пол.] (40) — польский музыкант и композитор, гитарист группы Riverside[105]
  - Маргарета фон Бар (94) — финская балерина и балетный педагог шведского происхождения
- 22 февраля
  - Сонни Джеймс (87) — американский кантри-певец и автор песен[106]
  - Ханс Рефферт[нем.] (69) — немецкий музыкант и композитор[107]
- 25 февраля
  - Ильхама Гулиева (72) — советская и азербайджанская певица[108]
  - Джон Чилтон[англ.] (83) — британский джазовый трубач и писатель[109]
- 26 февраля
  - Нина Дорда (91) — советская и российская эстрадная певица[110]
  - Эри Клас (76) — советский и эстонский дирижёр и музыкальный педагог[111]
- 27 февраля — Валерия Вирская-Котляр (85) — советская и украинская артистка балета, хореограф и педагог
- 28 февраля — Дон Бэтти[англ.] (77) — австралийский композитор, сценарист и телепродюсер[112]
- 29 февраля — Юсефин Нильссон (46) — шведская актриса и певица[113]

### Март
- 1 марта
  - Роберт Загретдинов (83) — советский и российский кубызист[114]
  - Гейл Маккормик[англ.] (67) — американская певица, вокалистка группы Smith[115]
  - Марта Райт[англ.] (92) — американская актриса и певица[116]
- 3 марта — Ювеналий Ефимов (74) — советский и российский театральный актёр, солист Красноярского музыкального театра
- 4 марта — Джоуи Фик (40) — американская кантри-певица, солистка дуэта Joey + Rory[117]
- 5 марта
  - Николаус Арнонкур (86) — австрийский дирижёр, хормейстер, виолончелист, гамбист и музыковед[118]
  - Лидия Крупенина (87) — советская и российская балерина и балетный педагог
  - Юрий Чайка (72) — советский и украинский театральный режиссер, главный режиссер Днепропетровского академического театра оперы и балета
- 6 марта
  - Анатолий Александрович (93) — советский и российский оперный и эстрадный певец
  - Калабхаван Мани (45) — индийский актёр и певец
- 8 марта — Джордж Мартин (90) — британский музыкальный продюсер, аранжировщик и композитор[119]
- 9 марта
  - Нана Васконселос[порт.] (71) — бразильский певец и перкуссионист[120]
  - Рэй Грифф[англ.] (75) — канадский кантри-певец и автор песен[121]
  - Джон Инглиш[англ.] (66) — австралийский музыкант, певец, автор песен и актёр английского происхождения[122]
- 10 марта
  - Эрнестин Андерсон[англ.] (87) — американская джазовая и блюзовая певица[123]
  - Гоги Грант[англ.] (91) — американская певица[124]
- 11 марта
  - Роже Табра[фр.] (67) — французский поэт и автор текстов песен[125]
  - Кит Эмерсон (71) — британский музыкант и композитор, клавишник групп The Nice и Emerson, Lake & Palmer[126]
- 14 марта — Питер Максвелл Дейвис (81) — британский композитор и дирижёр[127]
- 16 марта — Фрэнк Синатра-младший (72) — американский певец, автор песен, дирижёр и актёр[128]
- 17 марта
  - Татьяна Колотильщикова (78) — советская артистка балета, хореограф и балетный педагог
  - Стив Янг[англ.] (73) — американский певец, гитарист и автор песен[129]
- 18 марта
  - Аднан Абу Хассан[малайск.] (57) — малайзийский композитор и музыкант[130]
  - Дэвид Иган[англ.] (61) — американский певец, автор песен и пианист[131]
- 22 марта — Phife Dawg (45) — американский рэпер, музыкант и актёр, участник группы A Tribe Called Quest[132]
- 23 марта — Гегам Григорян (65) — советский и армянский оперный певец (тенор)[133]
- 24 марта
  - Анатолий Авдиевский (82) — советский и украинский хоровой дирижёр, композитор и музыкальный педагог[134]
  - Роже Цицеро (45) — немецкий певец
- 25 марта — Йозеф Антон Ридль[нем.] (88) — немецкий композитор[135]
- 26 марта — Дэвид Бейкер (84) — американский джазовый композитор, дирижёр и музыкант[136]
- 27 марта — Дмитрий Циликин (54) — российский актёр, журналист, фотограф, музыкальный и театральный критик
- 29 марта — Патти Дьюк (69) — американская актриса и певица[137]

### Апрель
- 2 апреля
  - Гато Барбьери (83) — аргентинский джазовый саксофонист и композитор
  - Леопольд Ященко (87) — советский и украинский хоровой дирижёр и музыковед
- 3 апреля
  - Кодзи Вада[англ.] (42) — японский поп-певец[138]
  - Лола Новакович (80) — югославская и сербская певица[139]
  - Дон Фрэнкс[англ.] (84) — канадский актёр, музыкант и певец[140]
  - Билл Хендерсон[англ.] (90) — американский джазовый певец и актёр[141]
- 4 апреля
  - Карло Мастранджело[англ.] (78) — американский певец, вокалист группы Dion and the Belmonts[142]
  - Ройстон Нэш[англ.] (82) — британский и американский дирижёр[143]
  - Маноло Тена[исп.] (64) — испанский певец[144]
- 5 апреля — Семён Коган (87) — советский и российский дирижёр
- 6 апреля
  - Деннис Дэвис (64) — американский барабанщик и сессионный музыкант
  - Мерл Хаггард (79) — американский кантри-певец, музыкант и композитор[145]
- 8 апреля — Виталий Вольфович (67) — советский и российский баянист, музыкальный педагог и телеведущий
- 10 апреля — Юлле Улла (81) — советская и эстонская балерина
- 13 апреля — Аюша Арсаланов (86) — советский и российский дирижёр
- 18 апреля
  - Алиа Стэнбридж (39) — шведская певица и автор песен южноафриканского происхождения
  - Виктор Сытник (80) — советский и российский театральный актёр, артист оперетты и художник
- 19 апреля — Павел Усанов (40) — российский музыкант, певец и композитор, бас-гитарист группы «Любэ»[146]
- 20 апреля — Аттила Оздемироглу (73) — турецкий композитор и аранжировщик
- 21 апреля — Принс (57) — американский певец, музыкант и автор песен[147]
- 22 апреля — Ояр Гринбергс (73) — советский и латвийский эстрадный певец
- 23 апреля — Вячеслав Кобрин (58) — советский и российский музыкант, основатель, вокалист и гитарист группы «Рок-Сентябрь»
- 24 апреля — Папа Вемба (66) — конголезский эстрадный и фолк-певец и композитор
- 25 апреля — Мэй Баоцзю (82) — китайский артист, актёр пекинской оперы
- 29 апреля — Дмитрий Гнатюк (91) — советский и украинский камерный и оперный певец (баритон), театральный режиссёр и музыкальный педагог[148]
- 30 апреля — Александр Галковский (70 или 71) — советский и российский альтист и музыкальный педагог

### Май
- 2 мая — Юрий Кузнецов (62) — советский и украинский джазовый пианист, композитор и педагог
- 3 мая
  - Ядранка Стоякович (65) — югославская и боснийская певица и композитор
  - Зоя Христич (83) — советская и украинская оперная певица (лирическое сопрано) и музыкальный педагог
- 4 мая — Улле Юнгстрём (54) — шведский певец, музыкант и автор песен
- 5 мая
  - Ромалы Перихан (74) — турецкая певица и актриса
  - Исао Томита (84) — японский композитор
- 6 мая — Кэндай Кейн (54) — американская певица, автор песен и порноактриса
- 7 мая
  - Булат Сыздыков (59) — советский и казахстанский музыкант, композитор и аранжировщик, гитарист группы «А’Студио»
  - Андрей Шишлов (71) — советский и российский скрипач и музыкальный педагог
- 11 мая — Айрат Каримов (75) — советский и российский композитор, пианист и музыкальный педагог
- 12 мая — Виталий Ходош (71) — советский и российский композитор и музыкальный педагог
- 14 мая — Лассе Мортенсон (81) — финский певец, актёр, пианист и дирижёр
- 16 мая — Анатолий Сапогов (87) — советский и российский артист балета и педагог
- 17 мая
  - Джил Вентура (75) — итальянский саксофонист и композитор
  - Теодор Ефимов (69) — советский и российский композитор, пианист, аранжировщик и дирижёр
  - Гай Кларк (74) — американский кантри-певец, гитарист и автор песен
  - Лино Тоффоло (81) — итальянский актёр и автор-исполнитель
- 21 мая — Ник Менца (51) — американский рок-музыкант, барабанщик группы Megadeth
- 24 мая — Николай Кацал (75) — советский и украинский хоровой дирижёр
- 26 мая — Рустэм Асанбаев (61) — советский и российский музыкант и автор песен, гитарист группы «ДДТ»
- 28 мая — Марина Юрасова (82) — советская и российская актриса кино и оперетт
- 31 мая — Корри Броккен (83) — нидерландская певица

### Июнь
- 2 июня — Фредди Вадлинг (64) — шведский певец и актёр
- 3 июня — Александр Громыш (66) — советский и украинский оперный певец
- 8 июня — Владислав Янковский (64) — советский и российский кларнетист, музыкальный педагог и дирижёр
- 10 июня — Кристина Гримми (22) — американская певица и пианистка[149]
- 13 июня
  - Офелия Амбарцумян (91) — советская и армянская певица
  - Анаит Аджемян (92) — американская скрипачка
  - Алексей Дайнеко (46) — российский актёр, телеведущий и музыкант
  - Олег Каравайчук (88) — советский и российский композитор, дирижёр и пианист[150]
- 14 июня — Анатол Думитраш (60) — советский и молдавский эстрадный певец и композитор
- 17 июня — Вера Цигнадзе (91) — советская и грузинская балерина и балетный педагог
- 18 июня
  - Петер Фейхтвангер (85) — британский музыкальный педагог и композитор немецкого происхождения
  - Сверре Хьельсберг (69) — норвежский певец, музыкант и композитор
- 19 июня — Сергей Зуев (54) — советский и российский музыкальный педагог и хоровой дирижёр
- 20 июня — Билл Хэм (79) — американский музыкальный продюсер и менеджер
- 23 июня — Ральф Стэнли (89) — американский певец, музыкант и композитор
- 24 июня — Берни Уоррелл[англ.] (72) — американский музыкант и продюсер, клавишник группы Parliament-Funkadelic
- 26 июня
  - Сергей Кортес (81) — советский и белорусский композитор
  - Кавалам Нараяна Паникер (88) — индийский драматург, театральный режиссёр и поэт-песенник
- 28 июня — Скотти Мур (84) — американский музыкант, гитарист Элвиса Пресли[151]
- 29 июня
  - Александр Морозов (69 или 70) — советский и российский тромбонист и музыкальный педагог
  - Василий Слипак (41) — украинский оперный певец (баритон)

### Июль
- 1 июля — Евгений Валукин (78) — советский и российский артист балета и балетмейстер
- 5 июля
  - Юрий Борисенко (75) — советский и российский оперный певец (бас)
  - Алирио Диас (92) — венесуэльский гитарист и композитор
- 7 июля — Анатолий Скрипай (72) — советский и российский пианист и музыкальный педагог
- 8 июля — Владимир Дидух (79) — советский и украинский певец
- 12 июля — Грег Смит (84) — американский хоровой дирижёр и композитор
- 15 июля
  - Кандил Балоч (26) — пакистанская певица, актриса и блогер
  - Георгий Дмитриев (73) — советский и российский композитор
- 18 июля — Мубарак Бегум (80) — индийская певица
- 19 июля — Тамаш Шомло (68) — венгерский музыкант-мультиинструменталист, участник групп Omega и Locomotiv GT
- 20 июля
  - Берик Алимбаев (79) — советский и киргизский артист балета и балетный педагог
  - Андре Изуар (81) — французский органист
- 21 июля
  - Леонид Блок (79) — советский и российский пианист и музыкальный педагог
  - Льюи Стайнберг[англ.] (82) — американский музыкант, бас-гитарист группы Booker T. & the M.G.’s
- 24 июля
  - Ольга Мещерякова (65 или 66) — советская и российская оперная певица и музыкальный педагог
  - Марни Никсон (86) — американская певица и актриса
- 27 июля — Эйноюхани Раутаваара (87) — финский композитор и музыкальный педагог
- 28 июля — Петер Садло (54) — немецкий ударник и музыкальный педагог
- 30 июля
  - Глория Дехейвен (91) — американская актриса и певица
  - Олег Левенков (70) — советский и российский артист балета, балетовед и театральный продюсер

### Август
- 4 августа — Лидия Кондратенко (81) — советская и российская оперная певица (меццо-сопрано)
- 14 августа
  - Нагараджан Муттуккумар (41) — индийский поэт и автор песен
  - Маргарита Фёдорова (88) — советская и российская пианистка, клавесинистка и музыкальный педагог
- 17 августа — Нахум Хейман (82) — израильский композитор, музыкант и музыкальный продюсер
- 19 августа
  - Лу Перлман (62) — американский музыкальный продюсер
  - Адриан Энеску (68) — румынский композитор и дирижёр
- 20 августа — Даниэла Десси (59) — итальянская оперная певица (лирико-драматическое сопрано)
- 22 августа
  - Аскар Исаев (84 или 85) — советский и киргизский архитектор, скульптор и поэт-песенник
  - Джилли Смит (83) — британская поэтесса и певица, основательница и вокалистка группы Gong
  - Тутс Тилеманс (94) — бельгийский и американский исполнитель на губной гармонике, гитарист и мастер художественного свиста
- 25 августа — Сергей Дружинин (57 или 58) — советский и российский певец
- 27 августа — Виктор Салин (78) — советский и российский дирижёр и музыкальный педагог
- 28 августа — Олег Непомнящий (77) — советский и российский музыкальный продюсер и концертный директор
- 31 августа
  - Вера Андрияненко (70) — советская и украинская оперная певица (сопрано)
  - Октай Зульфугаров (87) — советский и азербайджанский композитор, дирижёр, виолончелист и музыкальный педагог
  - Само Хубад (99) — югославский и словенский дирижёр

### Сентябрь
- 2 сентября — Джерри Хеллер (75) — американский музыкальный продюсер и менеджер
- 3 сентября — Джонни Ребел (77) — американский кантри-певец, гитарист и автор песен
- 4 сентября — Новелла Матвеева (81) — советская и российская поэтесса, бард и драматург
- 8 сентября
  - Сергей Касторский (68) — советский и российский композитор
  - Принц Бастер (78) — ямайский певец и автор песен
- 9 сентября — Евгения Фарманянц (96) — советская артистка балета и педагог
- 12 сентября — Хидайят Инайят-Хан (99) — британский и французский дирижёр и композитор
- 17 сентября — Чармиан Карр (73) — американская актриса и певица
- 19 сентября
  - Виктор Гришин (65) — советский и российский ударник и композитор
  - Эдуард Серов (79) — советский и российский дирижёр и музыкальный педагог
- 21 сентября
  - Джон Лаудермилк (82) — американский автор-исполнитель
  - Shawty Lo (40) — американский рэпер
- 22 сентября — Валид Дагаев (76) — советский и российский чеченский певец, музыкант и композитор
- 25 сентября — Род Темпертон (66) — британский автор песен, музыкант и продюсер

### Октябрь
- 2 октября
  - Невилл Марринер (92) — британский дирижёр и скрипач
  - Нелли Шахназарова (92) — советский и российский музыковед и педагог
- 3 октября — Магфира Галеева (87) — советская и российская оперная и эстрадная певица
- 7 октября — Энн Пэшли (81) — британская легкоатлетка и оперная певица (сопрано)
- 9 октября — Надя Констандопулу (83) — греческая певица
- 12 октября — Ирина Удалова (66) — советская и российская оперная певица (лирико-драматическое сопрано)
- 14 октября
  - Душанка Сифниос (82) — югославская и сербская балерина и хореограф
  - Наджия Теркулова (87) — советская и российская оперная певица
- 19 октября
  - Виталий Кирейко (89) — советский и украинский композитор и музыкальный педагог
  - Фил Чесс (95) — американский музыкальный продюсер, сооснователь лейбла Chess Records
  - Иветт Шовире (99) — французская балерина и балетный педагог
- 23 октября — Пит Бёрнс (57) — британский певец и композитор, вокалист группы Dead or Alive
- 24 октября — Бобби Ви (73) — американский певец
- 27 октября — Вальтер Оякяэр (93) — советский и эстонский композитор и публицист
- 29 октября — Ролан Диенс (61) — французский гитарист, композитор и аранжировщик
- 30 октября — Тэмми Граймс (82) — американская актриса и певица

### Ноябрь
- 2 ноября
  - Ольга Захарова (83) — советская и российская оперная певица (лирико-колоратурное сопрано)
  - Зинаида Хабалова (79) — советская и российская пианистка, композитор и музыкальный педагог
- 4 ноября — Жан-Жак Перре (87) — французский композитор и музыкант
- 5 ноября — Марфа Колесова-Расторгуева (66) — советская и российская эстрадная певица и артистка цирка
- 6 ноября
  - Бисер Киров (74) — болгарский эстрадный певец и композитор[152]
  - Золтан Кочиш (64) — венгерский пианист и дирижёр
- 7 ноября
  - Леонард Коэн (82) — канадский поэт, писатель, певец и автор песен[153]
  - Джимми Янг (95) — британский певец, диджей и радиоведущий
- 10 ноября — Гарри Гродберг (87) — советский и российский органист
- 11 ноября
  - Саки Каскас (45) — канадский композитор и музыкант
  - Павел Татаров (65) — советский и российский оперный певец (тенор)
- 13 ноября — Леон Расселл (74) — американский певец, музыкант и автор песен
- 14 ноября
  - Полина Вайдман (69) — советский и российский музыковед
  - Холли Данн (59) — американская кантри-певица и художница
- 15 ноября
  - Моуз Эллисон (89) — американский джазовый и блюзовый пианист, певец и композитор
  - Жюль Эскин (85) — американский виолончелист
- 18 ноября — Шэрон Джонс (60) — американская певица
- 20 ноября — Валерий Белянин (63) — советский и российский певец, музыкант и автор песен, вокалист и гитарист ВИА «Пламя» и «Самоцветы»
- 21 ноября — Жан-Клод Риссе (78) — французский акустик и композитор
- 22 ноября — Мангалампалли Баламураликришна (86) — индийский музыкант, певец, композитор и актёр
- 24 ноября — Флоренс Хендерсон (82) — американская актриса и певица
- 25 ноября
  - Фарит Бикбулатов (80) — советский и российский певец
  - Александр Йосифов (76) — болгарский композитор, дирижёр и музыкальный педагог
  - Полина Оливерос (84) — американская аккордеонистка и композитор
- 26 ноября — Рассел Оберлин (88) — американский оперный певец (контратенор)
- 27 ноября — Ниёле Амбразайтите (77) — советская и литовская оперная певица (меццо-сопрано)
- 28 ноября
  - Александр Куликов (51) — российский кинопродюсер, актёр, певец и композитор
  - Марк Тайманов (90) — советский и российский шахматист и пианист
- 29 ноября — Юлюс Андреевас (74) — советский и литовский пианист, композитор и музыкальный педагог
- 30 ноября — Алексей Масленников (87) — советский и российский оперный певец (тенор) и режиссёр

### Декабрь
- 1 декабря — Евгений Морозов (72) — советский и российский хоровой дирижёр и композитор
- 2 декабря — Гизела Май (92) — немецкая актриса и певица
- 4 декабря
  - Радим Гладик (69) — чехословацкий и чешский рок-музыкант и композитор, гитарист групп The Matadors и The Blue Effect
  - Юлия Гомельская (52) — советский и украинский композитор и музыкальный педагог
  - Леонид Тепляков (77) — советский и российский дирижёр
- 5 декабря — Big Syke (48) — американский рэпер
- 6 декабря — Валентина Белякова (60) — советская и российская актриса оперетты
- 7 декабря — Грег Лейк (69) — британский рок-музыкант, бас-гитарист и вокалист групп King Crimson и Emerson, Lake & Palmer
- 10 декабря — Эсма Реджепова (73) — югославская и македонская певица
- 13 декабря — Алан Тик (69) — канадский актёр, телеведущий и автор песен
- 14 декабря — Юрий Верменич (82) — советский и российский историк джаза, музыкальный педагог, критик и переводчик
- 15 декабря — Фрэн Джеффрис (79) — американская певица, актриса и модель
- 16 декабря — Александр Белобородов (68) — советский и российский композитор и музыкальный педагог
- 18 декабря — Лео Маржан (104) — французская певица
- 22 декабря — Рафаэль Багдасарян (79) — советский и российский кларнетист, дирижёр и музыкальный педагог
- 23 декабря — Генрих Шифф (65) — австрийский виолончелист и дирижёр
- 24 декабря — Рик Парфитт (68) — британский рок-музыкант и автор песен, ритм-гитарист и вокалист группы Status Quo
- 25 декабря
  - Агахан Абдуллаев (66) — советский и азербайджанский ханенде
  - Джордж Майкл (53) — британский певец и автор песен, участник группы Wham![154]
  - Валерий Халилов (64) — советский и российский дирижёр и композитор, художественный руководитель ансамбля имени А. В. Александрова
- 27 декабря — Элеонора Титкова (79) — советский и российский оперный режиссёр и театральный педагог
- 28 декабря
  - Пьер Бару (82) — французский актёр, певец и композитор
  - Александр Зюзькин (73) — советский и украинский хоровой дирижёр и музыкальный педагог
  - Дебби Рейнольдс (84) — американская актриса и певица
- 30 декабря — Аллан Уильямс[англ.] (86) — британский бизнесмен и промоутер, первый менеджер группы The Beatles[155]
- 31 декабря
  - Надежда Пикуль (60) — советская и российская певица
  - Мария Харченко (92) — советская и украинская театральная актриса и певица